# Brenne (Armançon)
Die Brenne ist ein Fluss in Frankreich, der im Département Côte-d’Or in der Region Bourgogne-Franche-Comté verläuft. Sie entspringt im Gemeindegebiet von Sombernon, entwässert generell in nordwestlicher Richtung und mündet nach rund 72 Kilometern im Gemeindegebiet von Buffon als rechter Nebenfluss in den Armançon.
Im Streckenabschnitt zwischen Pouillenay und der Mündung nutzt der Canal de Bourgogne das Tal der Brenne und begleitet den Fluss in wechselndem Abstand.

## Orte am Fluss
- Sombernon
- Aubigny-lès-Sombernon
- Grosbois-en-Montagne
- Vitteaux
- Pouillenay
- Venarey-les-Laumes
- Montbard
- Saint-Rémy